# 庆安火车站枪击事件
庆安火车站枪击事件是指2015年5月2日发生在中国大陆黑龙江省庆安火车站候车室的一起枪击案件，中年男子徐纯合和车站执勤民警发生冲突，然后警察开枪将其击毙。由于徐纯合曾有上访经历，因此引发媒体质疑案件是否因违法截访而引发。

## 当事人
徐纯合，男，1970年出生，中国黑龙江省庆安县人。
2015年5月2日，疑因其在上访途中，因庆安县火车站不允许其上火车，因而和车站执勤警察发生争执，被警察开枪击毙。

## 过程
2015年5月2日，徐纯合与其母亲及3个孩子准备在庆安站搭乘庆安至金州的K930次列车，因为徐纯合曾经的上访经历，所以检票员极力阻止他们上车。9点58分，徐纯合购买了前往大连的火车票，并随后前往周边的餐馆用餐。12时许，徐纯合在候车室安检口处拦截旅客进站乘车，哈尔滨铁路公安局的执勤民警发现后前往制止，不久与徐纯合发生冲突，徐纯合将徐母推向警察，还将自己的女儿举起，砸向警方，随后被警察开枪击毙，之后醫護人员赶到现场后，确认其死亡。此过程没有其他旅客受伤。事后警方称，开枪是因为徐抢走民警携带的警具，并试图抢夺枪支，为确保现场旅客生命安全，民警才开枪将其击倒。央视未提起冲突原因。
5月14日，在网友发布的警察打人视频被审查后，央视新闻频道发布现场监控视频。视频显示，徐纯合在火车站通道处看似试图阻止乘客进站。随后，李乐斌与徐纯合扭打起来，徐纯合将徐母推向警察，还将自己的女儿举起，砸向警方。在被李乐斌用警棍击打后，徐纯合夺走警棍。李乐斌向徐纯合开枪。中枪后，徐纯合倒在椅子上，徐母拿起警棍击打徐纯合的后背和腿部。

## 后续
死者家属表示，警方在事后给了他们一笔抚慰金，提出让家属签字之后不再追究责任，他们虽然感觉无奈，但也只能接受。在徐纯合被击毙的第二天，庆安县副县长董国生立即出面肯定杀人行为合法，并称徐纯合为“歹徒”，但不久他就被网友曝光“中专还没毕业，大学学历是假文凭”，其妻子也被曝光在政府部门吃空饷，之后庆安县纪委介入调查。
央视视频发布后，有评论指出视频经过剪辑，证据力不足。
事件发生后，中國大陸維權人士吴淦积极收集第一手资料并向外界公布调查报告。
徐抢夺防暴棍，并拳击民警头部，把警帽打飞。民警使用拳脚还击，在连续出击五次后打翻徐纯合在地。因倒地的徐纯合握住防暴棍，民警松开防暴棍并掏出枪，徐趁机抢走防暴棍，抡打民警。民警取出佩枪，民警开枪将徐击中。车站派出所随即拨打120呼救，25分钟左右120医生赶到现场，确认徐已死亡。调查认为，民警李乐斌开枪是正当履行职务行为，符合人民警察使用警械和武器条例及公安部相关规定。
铁路警方调查认为，警察李乐斌开枪是正当履行职务行为，符合人民警察使用警械和武器条例及公安部相关规定。但上海一名知名的律師張雪忠表示，該調查報告是李樂斌供職的鐵路警方給出的，「他們的利益是相關的。因此調查結果是有問題的。」
对于徐纯合被枪杀案，一直引起社会舆论的极大关注，官方称警方开枪合法，但部分公民认为警方涉嫌故意杀人。一批又一批的公民前往声援要求真相。大约20名来自各地的公民因此被庆安警方行政拘留，5月28日，为被拘公民提供援助的律师游飞翥、马卫等人也被当地警方以“寻衅滋事”为由刑拘15天。引发660名中国律师集体连署抗议。